# Prometi(III) phosphat
Prometi(III) phosphat là hợp chất hóa học vô cơ có công thức PmPO4. Hợp chất này là các tinh thể màu đỏ không tan trong nước. PmPO4 có tính phóng xạ.

## Điều chế
Prometi(III) phosphat được điều chế bằng cách cho prometi(III) oxit tác dụng với axit photphoric:
Pm2O3 + 2H3PO4 → 2PmPO4↓ + 3H2O
Cũng có thể dùng muối Pm(III) bất kì để điều chế hợp chất. Tuy nhiên, cách làm này có thể không thu được PmPO4 tinh khiết.

## An toàn
Prometi có tính phóng xạ. Do đó khi thực hiện thí nghiệm với kim loại cũng như các hợp chất của nó phải hết sức thận trọng.